# ГЕС Вайтарна
ГЕС Вайтарна – гідроелектростанція в центральній частині Індії у штаті Махараштра. Працює на ресурсі з річки Вайтарна (впадає в Аравійське море за три десятки кілометрів на північ від Мумбаї) та її правої притоки Алванді.
Накопичення ресурсу для роботи станції здійснюється у водосховищі, утвореному двома греблями:
- комбінованою земляною/бетонною гравітаційною Upper Vairatna висотою 41 метр та довжиною 2531 метр, яка потребувала 1,52 млн м3 матеріалу;
- земляною Алванді висотою 38 метрів та довжиною 2548 метрів, яка потребувала 0,93 млн м3 матеріалу.
Завдяки створеному ними підпору рівень води в долинах двох річок піднявся настільки, що вона затопила водорозділ між ними та утворила єдине сховище з площею поверхні 37,1 км2 та об’ємом 354 млн м3 (корисний об’єм 331 млн м3). Можливо також відзначити, що для утримання водойми довелось спорудити дамбу на водорозділі з верхів’ям річки Aaundha (басейн Годаварі, яка впадає у Бенгальську затоку на протилежному, східному узбережжі країни).
Від греблі Upper Vairatna прокладено два канали довжиною майже 4 км кожен. Вони живлять невеликий резервуар, створений за допомогою земляної греблі Vaitarna Forebay (висота 18 метрів, довжина 318 метрів) на струмку, що впадає ліворуч до Вайтарни. Звідси через канал довжиною 0,3 км та тунель довжиною біля 1 км ресурс подається у підземний машинний зал станції.
Основне обладнання ГЕС становить один гідроагрегат з турбіною типу Френсіс потужністю 60 МВт, яка при напорі від 278 до 283 метрів забезпечує виробництво 155 млн кВт-год електроенергії на рік.
Відпрацьована вода відводиться до Вайтарни через відвідний тунель довжиною 1,2 км.